# Psamathia sordidata
Psamathia sordidata är en fjärilsart som beskrevs av William Schaus 1913. Psamathia sordidata ingår i släktet Psamathia och familjen Uraniidae. Inga underarter finns listade i Catalogue of Life.